# Oreste Macrì
Oreste Macrì (Maglie, 10 febbraio 1913 – Firenze, 15 febbraio 1998) è stato un critico letterario, filologo e ispanista italiano.
Fu uno dei critici ufficiali dell'ermetismo ed espresse le sue considerazioni in Esemplari del sentimento poetico contemporaneo del 1941 e in Caratteri e figure della poesia italiana contemporanea del 1956.

## Biografia
Dopo i primi anni di giovinezza Macrì si trasferì a Firenze dove si iscrisse alla facoltà di Filosofia presso l'Università di Firenze, ottenendo poi la laurea nel 1934. Ebbe subito un incarico di insegnamento presso il Ginnasio inferiore presso le Scuole Pie della stessa città e poi, di ritorno a Maglie, sua città natale, come docente straordinario presso il Ginnasio-Liceo "Francesca Capece" e infine venne trasferito a Parma presso una scuola media.
Si sposò nel 1942 con Albertina Baldo a Torino dove ottenne, per un breve periodo, l'incarico come libero docente in Lingua e letteratura spagnola, incarico che manterrà presso la Facoltà di lettere dell'Ateneo fiorentino tra il 1951 e il 1964  e ad iniziare dal 1952  anche presso la Facoltà di Magistero della stessa città.
In attesa dell'incarico come professore ordinario di Lingua e Letteratura spagnola, che otterrà nel 1956, accettò il ruolo di preside presso una scuola media di primo grado. Nel 1959 divenne professore ordinario presso la Facoltà di Magistero.
Nel marzo del 1962 il Gabinetto Vieusseux insieme al Ministero della Pubblica Istruzione organizzò un corso per l'orientamento dei docenti di lettere ed egli ne fu uno dei relatori. Aveva fondato intanto l'Istituto ispanico della Facoltà di Magistero, diventandone anche il direttore.
Aprì e diresse una collana di studi ispanici.
Come membro dell'Accademia toscana di scienze e lettere La Colombaria e "membro correspondiente" della Real Academia Española e collaboratore di numerose riviste specialistiche. Riceve vari premi in Italia e in Spagna.
Nel 1994 il Gabinetto Vieusseux gli dedicò un'intera giornata in onore all'interno del ciclo "Giornate di poesia".
Alla sua morte, avvenuta il 15 febbraio del 1998, lasciò in eredità al Gabinetto Viesseux la sua abitazione con  l'archivio, la biblioteca e la collezione di quadri. In seguito a controversie legali rimasero al Gabinetto Vieusseux solo l'archivio e la biblioteca.

## Gli interessi critici maggiori
Macrì fu sempre critico attento ai problemi legati al significato poetico e ai corrispettivi valori della metrica  e della fonetica simbolica come si legge nella sua opera Semantica e metrica dei "Sepolcri" del Foscolo che pubblicò nel 1979.
Nei suoi ultimi studi critici dimostrò di interessarsi maggiormente agli scrittori contemporanei, come a Bigongiari, sul quale scrisse L'enigma della poesia di Piero Bigongiari nel 1988 e Tommaso Landolfi nel 1990. Celebri le sue traduzioni e studi e su alcuni poeti spagnoli contemporanei, fra cui Federico García Lorca, Antonio Machado, Jorge Guillen e Juan Ramón Jiménez. Fu inoltre traduttore del poeta francese Valéry.

## Opere
- Esemplari del sentimento poetico contemporaneo, Firenze, Vallecchi, 1941 (Lavis, La Finestra editrice, 2003)
- Poesia spagnola del Novecento, Parma, Guanda, 1952.
- Caratteri e figure della poesia italiana contemporanea, Firenze, Vallecchi, 1956 (Lavis, La Finestra editrice.2002),
- Poesie di Antonio Machado, Milano, Lerici editori, 1959.
- Poesie di Luis de León, Firenze, Vallecchi, 1964
- Realtà del simbolo. Poeti e critici del Novecento italiano, Firenze, Vallecchi, 1968 (Lavis, La Finestra editrice, 2001).
- Semantica e metrica dei Sepolcri del Foscolo, Roma, Bulzoni, 1978.
- Il Foscolo negli scrittori italiani del Novecento, Ravenna, Angelo Longo editore, 1980.
- La poesia di Quasimodo. Studi e carteggio con il poeta, Palermo, Sellerio, 1986.
- L'enigma della poesia di Bigongiari, Lecce, Milella, 1988.
- Tommaso Landolfi: narratore, poeta, critico, artefice della lingua, Firenze, Le Lettere, 1990.

## Riconoscimenti
Nel 1990 gli è stato conferito il premio speciale della Giuria, Premio Dessì.